# Sozialgericht Stade

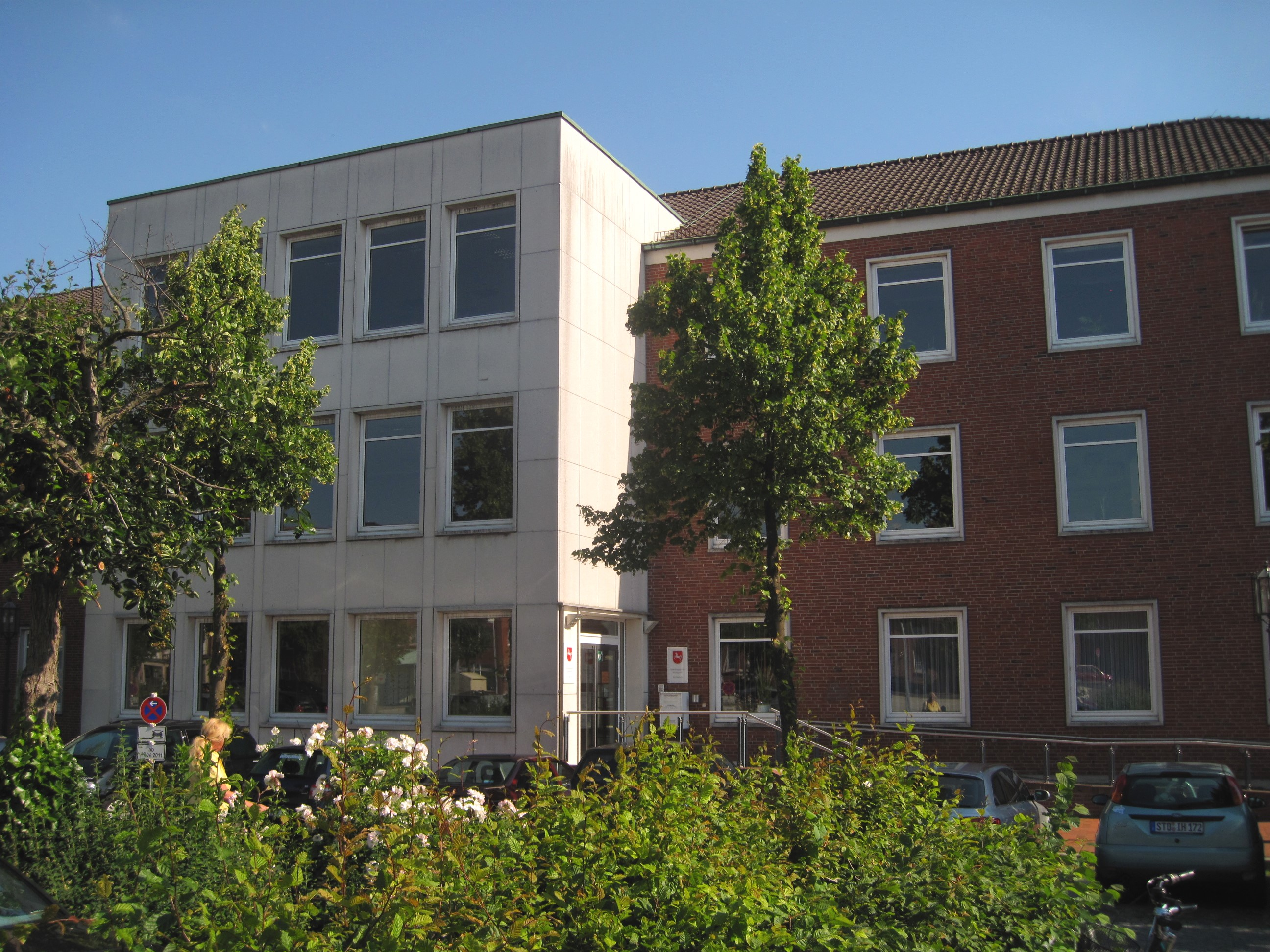
Gerichtsgebäude

Das Sozialgericht Stade ist ein Gericht der Sozialgerichtsbarkeit. Es ist eines von acht Sozialgerichten in Niedersachsen und hat seinen Sitz in Stade. Behördenleiter ist Direktor am Sozialgericht Guido Clostermann. Im Dezember 2019 wurde das Sozialgericht Stade vom niedersächsischen Wirtschaftsministerium und der Digitalagentur Niedersachsen als „Digitaler Ort Niedersachsen“ ausgezeichnet. Der Gerichtsbezirk des Sozialgerichts Stade umfasst die Landkreise Cuxhaven, Osterholz, Rotenburg (Wümme), Stade und Verden.

## Gerichtsgebäude
Das Gericht ist gemeinsam mit dem Verwaltungsgericht Stade in einem Gebäude in der Straße Am Sande untergebracht.

## Übergeordnete Gerichte
Dem Sozialgericht Stade ist das Landessozialgericht Niedersachsen-Bremen mit Sitz in Celle übergeordnet. Dieses ist dem Bundessozialgericht in Kassel untergeordnet.